# Даніель Савре
Даніель Савре (англ. Danielle Savre, нар. 26 серпня 1988, Сімі-Валлі, Каліфорнія, США) — американська акторка. Вона відома своїми телевізійними ролями у телесеріалах «Станція 19» та «Анатомія Грей», а також своїми ролями у фільмах «Добийся успіху 3: Все або нічого» та «Морпіхи». Даніель народилася в Сімі-Веллі, Каліфорнія.

## Кар'єра
У 2006 році Савра взяли на роль у фільмі «Добийся успіху 3: Все або нічого». У 2007 році її взяли на роль Медлін, підлітка 1970- х років, яка усвідомлює, що її батько гей. Того ж року Савре була обрана на роль головної рок-зірки в серіалі MTV «Кая», який тривав один сезон. Вона також знялася у фільмі жахів 2007 року «Бугімен 2» , зігравши головну роль Лори'і Поттер.
Савр був гостем у кількох телешоу, таких як «Цілком таємно», «CSI: Місце злочину» та «Усі жінки — відьми». Пізніше вона грала в телешоу «Вічне літо» та в телесеріалі «Герої» однак її персонажа вбивають у дев’ятому епізоді першого сезону.
У 2014 році Савре була обрана на роль зрадливої дружини в трилері 2015 року «Перелюбниці». Того ж року її взяли на роль у серіалі «Надприродне» — «Надприродне: Кровні лінії». У 2016 році Савр отримав роль головної героїні Анни в драматичному серіалі Тайлера Перрі «Занадто близько до дому».
У 2018 році Савр був обраний на роль головної героїні, бісексуальної пожежної Майї Бішоп драматичному серіалі «Станція 19 » та «Анатомія Грей». У 2023 році вона зняла шістнадцятий епізод шостого сезону «Станції 19» під назвою «Брудне прання».

## Фільмографія
| Рік       |    | Українська назва                 | Оригінальна назва              | Роль            |
| --------- | -- | -------------------------------- | ------------------------------ | --------------- |
| 2001      | тф | Дюжина Мерфі                     | Murphy's Dozen                 | Кессіді         |
| 2001      | с  | Один на один                     | One on One                     | Брітанні        |
| 2002      | с  | Цілком таємно                    | The X-Files                    | Марсіа Бреді    |
| 2002—2004 | с  | Основа для життя                 | Grounded for Life              | Ханна           |
| 2004      | с  | CSI: Місце злочину               | CSI: Crime Scene Investigation | Емі Кітон       |
| 2004—2005 | с  | Вічне літо                       | Summerland                     | Каллі           |
| 2005      | с  | Усі жінки — відьми               | Charmed                        | Фібі            |
| 2005      | с  | Шукачка                          | The Closer                     | Гретчен Скіллер |
| 2006      | ф  | Добийся успіху 3: Все або нічого | Bring It On: All or Nothing    | Бріанна         |
| 2006      | тф | Ви досягли Елліотів              | You've Reached the Elliotts    | Аманда Елліот   |
| 2006      | с  | Малькольм у центрі уваги         | Malcolm in the Middle          | Гейді           |
| 2006      | с  | Близько до дому                  | Close to Home                  | Аманда Рут      |
| 2006—2010 | с  | Герої                            | Heroes                         | Джекі Вілкокс   |
| 2007      | ф  | В країні жінок                   | In the Land of Women           | Тінейджер       |
| 2007      | ф  | Фінальний сезон                  | The Final Season               | Сінді Еверсон   |
| 2007      | ф  | Бугимен 2                        | Boogeyman 2                    | Лаура Портер    |
| 2007      | с  | Кая                              | Kaya                           | Кая             |
| 2008      | тф | Розрив поколінь                  | Generation Gap                 | Дженні          |
| 2009      | с  | C.S.I.: Місце злочину Маямі      | CSI: Miami                     | Ешлі Таннер     |
| 2009      | ф  | Дикий про Гаррі                  | Wild About Harry               | Медлін Гудхарт  |
| 2010      | с  | Поза законом                     | Outlaw                         | Лорі Фарвелл    |
| 2011      | с  | Болота                           | The Glades                     | Джолін          |
| 2012      | тф | Дрю Петерсон: Недоторканний      | Drew Peterson: Untouchable     | Хлоя Робертс    |
| 2012      | с  | Голлівудські висоти              | Hollywood Heights              | Ліа             |
| 2014      | ф  | Морпіхи                          | Jarhead 2: Field of Fire       | Даніель Аллен   |
| 2014      | с  | Надприродне                      | Supernatural                   | Марго Лессітер  |
| 2015      | ф  | Дикий на ніч                     | Wild for the Night             | Детектив Льюїс  |
| 2015      | ф  | Перелюбники                      | Adulterers                     | Ешлі            |
| 2015      | с  | Сприйняття                       | Perception                     | Рейган Гарпер   |
| 2016      | тф | Неправильна машина               | The Wrong Car                  | Труді О'Доннел  |
| 2016      | с  | Блакитна кров                    | Blue Bloods                    | Емілі Гаррісон  |
| 2016      | тф | Ідеальний сталкер                | The Perfect Stalker            | Грейс Вінстон   |
| 2016—2017 | с  | Занадто близько до дому          | Too Close to Home              | Анна Гейс       |
| 2016—2017 | с  | Позначено                        | T@gged                         | Місс Доусон     |
| 2017      | тф | Щасливо, ніколи, після           | Happily Never After            | Кейт            |
| 2018      | ф  | Глибоке синє море 2              | Deep Blue Sea 2                | Місті Калхун    |
| 2018—2024 | с  | Станція 19                       | Station 19                     | Мая Делука      |
| 2020—2023 | с  | Анатомія Грей                    | Grey's Anatomy                 | Мая Делука      |
| 2024—2025 | с  | Пошуки                           | Found                          | Гізер Тіллен    |